# والتر تي بيلي
والتر تي بيلي (بالإنجليزية: Walter T. Bailey)‏ هو مهندس معماري أمريكي، ولد في 11 يناير 1882 في كيواني في الولايات المتحدة، وتوفي في 21 فبراير 1941. كان أول خريج أمريكي من أصول أفريقية يحصل على درجة البكالوريوس العلمي في هندسة العمارة من جامعة إلينوي في أُربانا-شامبين وأول معماري أمريكي من أصول أفريقية يحصل على رخصة في ولاية إلينوي. عمل في معهد توسكغي، ومارس مهنته في كل من ممفيس وشيكاغو. أصبح والتر تي بيلي ثاني أمريكي من أصول أفريقية يتخرج من جامعة إلينوي.

## حياته المهنية في العمارة
كان بيلي أول معماري أمريكي أفريقي مرخص في ولاية إلينوي. في البداية، وبعد تخرجه، عمل بيلي لصالح شركة صغيرة للهندسة المعمارية يملكها هنري إكلاند في مدينة كيواني، مسقط رأسه. في الوقت نفسه، عمل أيضًا لدى شركة في مدينة شامبين بولاية إلينوي تدعى سبنسر أند تمبل. ساعد بيلي في التخطيط لمدرسة كولونيل وولف (1905) في شامبين خلال هذه الفترة.
في عام 1905، عين بيلي رئيسًا لقسم الصناعات الميكانيكية في معهد توسكغي. خلال الفترة التي قضاها في توسكغي، صمم بيلي عدة أبنية للحرم الجامعي من بينها القاعة البيضاء (1908)، وسكن جامعي للنساء. بقي في توسكغي حتى عام 1916 عندما انتقل إلى ممفيس وافتتح مكتبًا لمزاولة المهنة في شارع بيل. بعد انتقال بيلي إلى ممفيس بدأ تفويضه الأول والذي تلاه عدة تفويضات لفرسان بيثياس. صمم بناء المعبد الموزاييك ومبنى المسرح البيثياني، وكلاهما في ليتل روك في 1922. في العام التالي أخذ على عاتقه تفويضًا آخر في أركنساس، هذه المرة في هت سبرينغز، وصمم فيها مبنى الحمام والمنتجع البيثياني. بني الحمام والمنتجع البيثياني لخدمة الأمريكيين من أصول أفريقية دون غيرهم.
عبر معارفه في فرسان بيثياس حصل بيلي على أعلى تفويض في حياته المهنية، معبد فرسان بيثياس الوطني في شيكاغو، إلينوي. بدأ عمليات بناء المبنى في عام 1924 ونقل بيلي مكتبه إلى المدينة. كلف بناء المعبد البيثياني الوطني 850,000 دولارًا. كان موقع المعبد في الجزء الجنوبي لشيكاغو في منطقة تعرف باسم «برونزفيل» أو «بلاك ميتروبوليس». استأجر بيلي في البداية مكتبًا في الطابق الثاني من مبنى أوفّيرتون هايجينيك في شارع ساوث ستيت. استمرت عمليات بناء معبد فرسان بيثياس الوطني ببطء وحتى عام 1928 لم يكن الجزء الداخلي من البناء منتهيًا بعد. كان المعبد البيثياني الوطني «مخططًا له أن يكون مقر فرسان بيثياس وأن يؤوي المكاتب الوطنية للمحفل بأكملها، بالإضافة إلى العديد من قاعات الاجتماعات، والمتاجر والمكاتب التي يمكن تأجيرها». صمم والتر تي بيلي تماثيل غريفين (فتخاء) مصنوعة من الطين النضيج في إفريز معبد فرسان بيثياس. رغم خسارة فرسان بيثياس في النهاية لملكية المبنى، فقد احتفظ بيلي بمكتبه في البناء بعد إكماله. دمر معبد فرسان بيثياس في عام 1980.
عدا معبد فرسان بيثياس في شيكاغو، كان لبيلي بعض الأعمال الأخرى التي فوض بإنجازها خلال عشرينيات القرن العشرين وقد أدى الكساد الكبير الذي تلا تلك الفترة إلى تخفيض الأعمال التي حصل عليها بيلي والكثير من رائدي الأعمال السود في المنطقة. آخر مشروع كبير لبيلي كان الكنيسة الأولى للنجاة من طراز الفن العصري والتي شكلت معلمًا لمدينة شيكاغو وكان ذلك في عام 1939. استوحي تصميم الكنيسة الأولى للنجاة من الكاهن كلارنس إتش. كوبس. يتكون طراز الفن المعاصر بشكل أساسي من خطوط أفقية قوية ونوافذ زجاجية كبيرة. طبق والتر تي بيلي أسلوب الفن المعاصر بإضافة خطوط من حجار الطين النضيج الأخضر على واجهة كنيسة النجاة. أدى المبنى دور كل من كنيسة ومحطة إذاعية للكاهن كلارنس كوبس لإذاعة القداسات.